# Observatory

Carte du quartier

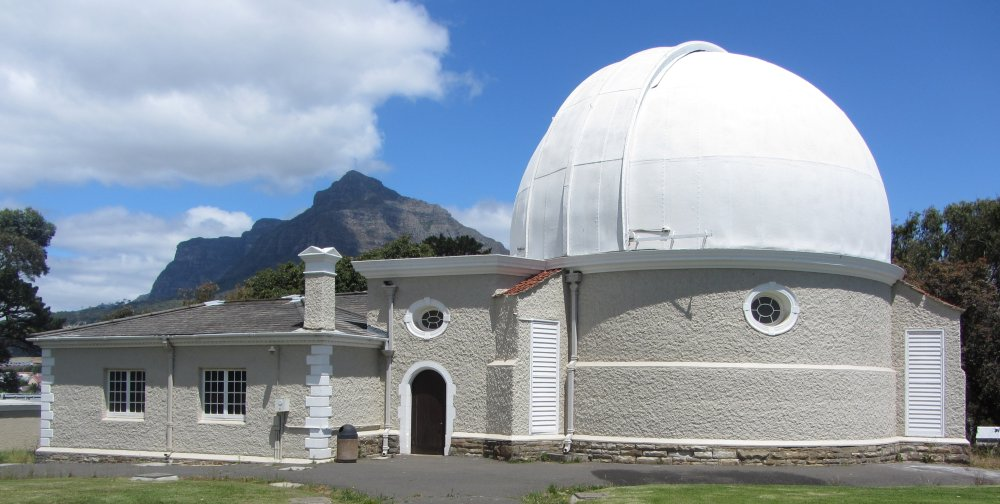
observatoire royal du Cap

Pour les articles homonymes, voir Observatoire (homonymie).
Observatory (« Observatoire » en français), communément appelé Obs, est un faubourg de la banlieue sud de la ville du Cap en Afrique du Sud, délimité par le faubourg de Mowbray au sud et par ceux de Salt River et University Estate au nord. Banlieue étudiante proche de l'université du Cap, le quartier de l'Observatoire accueille le siège social de l'Observatoire astronomique sud-africain (SAAO) ainsi que l'hôpital de Groote Schuur.

## Délimitation
Situé à l'est et au sud du City Bowl, au pied de Devil's Peak, Observatory est délimité par De Waal Drive et l'autoroute N2 au sud, Settlers Way (N2) à l'est, la Liesbeeck Park road au nord et Malta Road, Chattam Road, Kippling Street et Browning Road au nord-ouest et à l'ouest.

## Démographie
La population du quartier a presque doublé en 10 ans. Selon le recensement de 2011, le quartier compte 9 310 résidents, principalement issus de la communauté noire (39,65%). Les blancs, qui représentaient 57,42 % de la population du quartier en 2001, ne sont représentent que 34,37% du secteur, devant les coloured (18,45%).
Les habitants sont à 66,22 % de langue maternelle anglaise, à 11,17 % de langue maternelle afrikaans et à 5,91 % de langue maternelle xhosa.

## Historique
Une grande partie de l'actuel quartier de l'Observatoire est à l'origine un estuaire marécageux fréquenté par des buffles, des hippopotames, des éléphants, des zèbres, des chacals, des antilopes, des lions et des léopards.
En 1657, les terres de la vallée de Liesbeeck River sont partagées par la Compagnie néerlandaise des Indes orientales à des fermiers afin d'être exploitées. Jan van Riebeeck lui-même y bâtit une ferme nommée Uitwyk, plus tard connue sous le nom de Malta Farm.
Le quartier tire son nom du fait qu'il fut choisi pour être l'emplacement en 1820 du premier observatoire royal en Afrique australe (Royal Observatory at the Cape of Good Hope). Ce site d'origine, Slangkop, est de nos jours le siège de l'Observatoire astronomique sud-africain.
En 1864, une gare est construite permettant à l'observatoire d'être relié au Cap par une ligne de chemin de fer de banlieue.
À la suite de la découverte d'or et de diamants dans le nord, la ville du Cap connait un boom économique majeur à partir des années 1870. Si les spéculateurs identifient la zone de l'Observatoire comme étant prometteuse, ce n'est qu'à partir de 1893 que le quartier se développe pour accueillir une population en pleine expansion. En 1898, l'éclairage au gaz est installé. En 1916, le quartier de l'Observatoire est classifié en zone résidentielle.
Pendant les années d'apartheid, le quartier de l'Observatoire est de facto une banlieue grise, c'est-à-dire racialement mélangée selon la classification de l'époque.
Le Groote Schuur Hospital est situé dans le quartier. Le 3 décembre 1967, c'est dans cet hôpital que le professeur Christiaan Barnard effectue la première transplantation cardiaque au monde. Quartier réputé gauchiste et hippie dans les années 1970, il est apprécié des intellectuels, des journalistes et des artistes.
Le quartier a connu un accroissement significatif de la criminalité durant les années 1990 et 2000 (meurtres, cambriolages, agressions physiques, vandalisme et graffitis). Des caméras de vidéo-surveillance ont été érigés quasi-systématiquement devant la plupart des entrées et des sorties de domicile et de commerce.
Pour remédier à ces problèmes, de nombreuses associations civiques ont vu le jour et les "neighbourhood watch" (réseaux de résidents unis contre le crime) sont en contact par messagerie instantanée : Obs Neighbourhood Watch, ObsID, Obs Civic Association ...

## Vie Sociale et loisirs
Situé tout près du campus médical de l'Université de Cape Town (UCT), Observatory est un quartier étudiant. De nombreuses maisons sont louées à l'année et les étudiants étrangers abondent. Il n'est pas rare d'entendre parler français, suédois, allemand ou américain dans les supermarchés du coin.  
Une des conséquences de cette proximité des campus est que la rue principale (Lower Main Road) est une succession de cafés et de restaurants qui se renouvellent souvent, avec une base stable qui a fait la réputation du quartier (Obs Café, Mimi's, Ganesh, Touch of Madness, Hello Sailor ...). 
Observatory a une vie associative très active. L'Observatory Community Centre loue de grandes salles pour des activités diverses sportives, culturelles ou commerciales (karaté, yoga, vente de produits bio, groupes d'étude de la Bible). On trouve aussi une salle de grimpe (escalade)  et une salle de danse .  

## Politique
Le quartier est partagé entre les 15ème et 16ème (subcouncil) du Cap et se répartit entre 2 wards : 
- Le ward 53 : Epping Industria 1, Maitland (partiellement), Maitland Garden Village, Pinelands, Thornton, Mowbray (partiellement), Observatory (est de Black River) et Bokmakierie (partiellement).  Le conseiller municipal de ce ward est Brian Watkyns (DA)[6].
- Le ward 57 : Rosebank, Salt River  (partiellement), Zonnebloem (partiellement), Observatory (ouest de Black River), Woodstock (partiellement), Mowbray.  Le conseiller municipal de ce ward est Paddy Chapple (DA)[7].